# Guschelmuth
Guschelmuth (toponimo tedesco) è stato un comune svizzero del Canton Friburgo, nel distretto di Lac.

## Storia
Il comune di Guschelmuth è stato istituito ne 1978 con la fusione dei comuni soppressi di Grossguschelmuth e Kleinguschelmuth; nel 2003 è stato accorpato a Gurmels assieme agli altri comuni soppressi di Liebistorf e Wallenbuch.

## Società

### Evoluzione demografica
L'evoluzione demografica è riportata nella seguente tabella:
Abitanti censiti